# Велике Ондрово
Велике Ондрово (рос. Большое Ондрово) — присілок у Гатчинському районі Ленінградської області Російської Федерації.
Населення становить 47 осіб. Належить до муніципального утворення Сяськелевське сільське поселення.

## Географія
Населений пункт розташований на південній околиці міста Санкт-Петербурга.

## Історія
Згідно із законом від 16 грудня 2004 року № 113—оз належить до муніципального утворення Сяськелевське сільське поселення.

## Населення
| 1838 | 1848 | 1862 | 1928 | 1965 | 1997 | 2006 |
| ---- | ---- | ---- | ---- | ---- | ---- | ---- |
| 159  | ↗166 | ↘121 | ↗228 | ↗275 | ↘76  | ↘65  |
| 2007 | 2010 | 2012 | 2013 | 2017 |      |      |
| →65  | ↗72  | ↘57  | ↘52  | ↘47  |      |      |